# Vincent Dollmann
Vincent Dollmann (ur. 19 sierpnia 1964 w Miluzie) – francuski duchowny katolicki, arcybiskup Cambrai od 2018.

## Życiorys

### Prezbiterat
24 lipca 1990 otrzymał święcenia kapłańskie i został inkardynowany do archidiecezji Strasburga. Pracował przede wszystkim w strasburskim seminarium, a w latach 2006–2009 był jego wicerektorem. W 2009 został pracownikiem watykańskiej Kongregacji ds. Edukacji Katolickiej.

### Episkopat
25 lipca 2012 został mianowany przez Benedykta XVI biskupem pomocniczym Strasburga oraz biskupem tytularnym Cursola. Sakry biskupiej udzielił mu 2 września 2012 arcybiskup Jean-Pierre Grallet.
25 maja 2018 papież Franciszek mianował go arcybiskupem koadiutorem archidiecezji Cambrai. Rządy w diecezji objął 15 sierpnia 2018, po śmierci swojego poprzednika.